# Laguna Verdes kärnkraftverk
Laguna Verdes kärnkraftverk är ett kraftverk i Alta Lucero i Veracruz i Mexiko. Det är landets enda kärnkraftverk och producerar omkring fyra procent av Mexikos elektricitetsbehov.
Kraftverket, som ligger vid mexikanska golfen har två kokvattenreaktorer av typ BWR-5 från General Electric och turbiner från Mitsubishi. När verket startade hade turbinerna en effekt på 682 MW vardera, men år 2011 uppgraderades de till 820 MW vardera. Som bränsle används låganrikat (3%) uran. Kärnkraftverket ägs och drivs av Comisión Federal de Electricidad (CFE) som i sin tur ägs av den mexikanska staten.
I juli 2020 förlängdes drifttillståndet för reaktor U-1 med 30 år till 2050.

## Reaktorer
| Station | Typ   | Netto- effekt | Byggstart  | Första kritikalitet | Första nätanslutning | Kommersiell drift |
| ------- | ----- | ------------- | ---------- | ------------------- | -------------------- | ----------------- |
| U-1     | BWR-5 | 780 MWe       | 1976-09-27 | 1988-11-04          | 1989-04-09           | 1990-07-25        |
| U-2     | BWR-5 | 780 MWe       | 1977-06-01 | 1994-09-06          | 1994-11-11           | 1995-04-10        |